# 람짓윈
람짓윈(중국어 간체자: 林节玄, 정체자: 林節玄, 병음: Lín Jiéxuán 린제쉬안[*], 한자음: 임절현, 영어: Tsit-Yuen Lam, 광둥어 병음: Lam4 Zit3jyun4, 1942~)은 중국 태생의 수학자이다. 환론과 이차 형식 이론에 공헌하였다.

## 생애
1942년 2월 6일 태어났다. 1963년에 홍콩 대학에서 학사 학위를 수여받았고, 1967년에 컬럼비아 대학교에서 하이먼 배스 아래 그로텐디크 군에 대한 논문으로 박사 학위를 수여받았다. 이후 시카고 대학교에서 강사로 있다가, 1969년에 캘리포니아 대학교 버클리의 교수가 되었다.

## 저서
- Lam, Tsit-Yuen (2001). 《A first course in noncommutative rings》. Graduate Texts in Mathematics (영어) 131 2판. Springer-Verlag. doi:10.1007/978-1-4419-8616-0. ISBN 978-0-387-95183-6. ISSN 0072-5285.
- Lam, Tsit-Yuen (2005). 《Introduction to quadratic forms over fields》. Graduate Studies in Mathematics (영어) 67. American Mathematical Society. ISBN 0-8218-1095-2. MR 2104929. Zbl 1068.11023.
- Lam, Tsit-Yuen (1999). 《Lectures on modules and rings》. Graduate Texts in Mathematics (영어) 189. Springer-Verlag. doi:10.1007/978-1-4612-0525-8. ISBN 978-0-387-98428-5. MR 1653294.
- 《The Algebraic Theory of Quadratic Forms》. Benjamin 1973, 1980
- 《Orderings, Valuations and Quadratic Forms》. American Mathematical Society 1983
- 《Exercises in Classical Ring Theory》. Springer-Verlag 1985